# 小行星6481
小行星6481（英語：6481 Tenzing）是一颗围绕太阳公转的小行星。1988年9月9日，安東寧·姆爾科斯在克列特发现了此天体。
这颗小行星的绝对星等为310.90287等。